# Jurij Dumczew
Jurij Eduardowicz Dumczew (ros. Юрий Эдуардович Думчев; ur. 5 sierpnia 1958 w Rossoszu, zm. 10 lutego 2016 w Adlerze) – rosyjski lekkoatleta specjalizujący się w rzucie dyskiem, mistrz Europy juniorów z Doniecka (1977), dwukrotny uczestnik letnich igrzysk olimpijskich (Moskwa 1980, Seul 1988). Po zakończeniu sportowej kariery zajął się aktorstwem.

## Sukcesy sportowe
- trzykrotny mistrz Związku Radzieckiego w rzucie dyskiem – 1980, 1981, 1988[2]

| Rok  | Miasto  | Zawody                      | Konkurencja  | Wynik       |
| ---- | ------- | --------------------------- | ------------ | ----------- |
| 1977 | Donieck | mistrzostwa Europy juniorów | rzut dyskiem | złoty medal |
| 1980 | Moskwa  | letnie igrzyska olimpijskie | rzut dyskiem | 5. miejsce  |
| 1984 | Moskwa  | zawody Przyjaźń-84          | rzut dyskiem | złoty medal |
| 1988 | Seul    | letnie igrzyska olimpijskie | rzut dyskiem | 4. miejsce  |

## Rekordy życiowe
- rzut dyskiem – 71,86 – Moskwa 29/05/1983 – do 1986 rekord świata, 6. wynik w historii światowej lekkoatletyki[3]